# Francesco Saverio Altamura
Francesco Saverio Altamura (n. 5 august 1822, Foggia, Apulia, Italia – d. 5 ianuarie 1897, Napoli, Italia) a fost un pictor și patriot italian, cunoscut pentru picturile sale pe pânză în stil romantic, care înfățișează în principal scene istorice.

## Biografie
S-a născut în anul 1822 la Foggia, ca fiu al Sofiei Perifano, a cărei familie era de origine greacă, și al lui Raffaele Altamura, și și-a petrecut copilăria în orașul natal prin plimbări în Tavoliere⁠(d) și poveștile unchiului său matern, Casimiro Perifano, despre personajele din trecutul acelor locuri precum Diomede, Frederic al II-lea și Manfred. S-a mutat în 1840 la Napoli și s-a înscris la școala preoților piariști, cu intenția inițială de a studia medicina, dar pasiunea pentru artă l-a determinat să frecventeze cursurile de seară de la Accademia di Belle Arti, unde l-a cunoscut pe Domenico Morelli, care l-a convins să se dedice picturii. El s-a împrietenit, de asemenea, cu pictorul Michele De Napoli⁠(d). 
Pasionat de subiecte istorice, a plecat la Roma în 1847, după ce a câștigat un concurs pentru pensionatul artistic. A luat parte la protestele din timpul Revoluției de la 1848 și la luptele de pe baricadele Santa Brigida. A fost arestat pentru scurt timp și condamnat la moarte pentru conspirație împotriva Bourbonilor, dar a fugit mai întâi la L'Aquila în 1848, apoi la Florența în 1850. Acolo a intrat în cercul artiștilor care frecventau Caffè Michelangiolo, adică în special al pictorilor grupului toscan Macchiaioli⁠(d), iar în 1851 a prezentat trei lucrări la Promotrice di Firenze. Cu toate acestea, picturile lui Francesco, spre deosebire de cele ale artiștilor grupului Macchiaioli, au înfățișat îndeosebi evenimente istorice și politice. A început încă din 1854 primele studii în spațiu deschis (en plein air⁠(d)), pictând împreună cu Serafino De Tivoli⁠(d) și Lorenzo Gelati⁠(d) în mediul rural sienez și aderând la Scuola di Staggia. În timpul asocierii sale cu Macchiaioli, a pictat câteva peisaje.
În 1855 a călătorit, împreună cu Morelli și Serafino De Tivoli⁠(d), la Expoziția Mondială de la Paris, aducând înapoi la Florența noile tendințe care au contribuit la nașterea curentului pictural Macchiaioli⁠(d), fără ca să abandoneze el însuși subiectele istorice. S-a întors la Napoli în 1860 și a luptat de data aceasta alături de trupele lui Giuseppe Garibaldi. A devenit apoi tot mai activ atât în politică, cât și în artă. Și-a continuat activitatea politică: a fost consilier municipal la Napoli și la Florența și a ocupat funcții guvernamentale în administrația lui Bettino Ricasoli. În 1861 a expediat la „Prima esposizione nazionale”, care a avut loc la Florența, tabloul Înmormântarea lui Buondelmonte, care îi fusese comandat de bancherul Vonwiller și a provocat multe discuții.
În 1865 a fost însărcinat să picteze în frescă capela Palatului Regal din Napoli, iar în 1867 s-a stabilit definitiv la Napoli, unde a continuat să picteze tablouri, prezentate în diverse expoziții. În anii 1870 și 1880 a reînceput să picteze tablouri cu subiecte istorico-literare. În ultimii ani de viață, artistul și-a reluat legăturile cu Puglia și a expus cinci lucrări la Mostra del Lavoro, organizată la Trani. Printre diversele comenzi primite, a pictat în 1892 cinci retabluri și patru pânze pentru biserica parohială restaurată din orășelul Castrignano de' Greci din provincia Lecce. A contribuit la înființarea pinacotecii de la Muzeul Capodimonte.
Prima sa soție, Eleni Boukoura, a fost o pictoriță greacă, cu care a avut trei copii: o fiică (Sofia) și doi fii (Ioannis⁠(d) și Alessandro), care au devenit pictori. A trăit apoi cu alte două femei: mai întâi cu pictorița greacă Eleni Sionti și, în cele din urmă, cu pictorița engleză Jane Benham Hay, cu care a avut un fiu: Bernardo Hay, care a devenit pictor și care a păstrat numele de familie al soțului lui Jane Benham. A avut mai mulți elevi, printre care a fost Vincenzo Acquaviva⁠(d).
Francesco Saverio Altamura a murit în anul 1897 la Napoli. Un monument în memoria sa a fost înălțat în 1901 la Foggia.

## Opere principale[5]

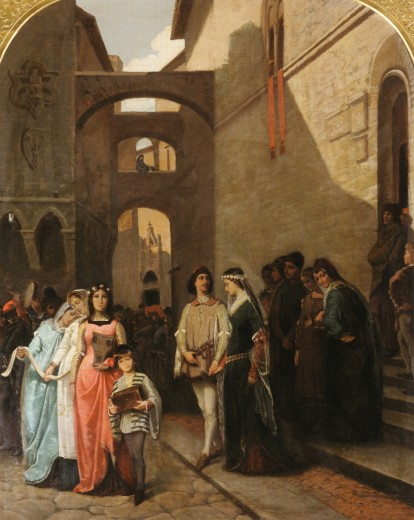
Nunta lui

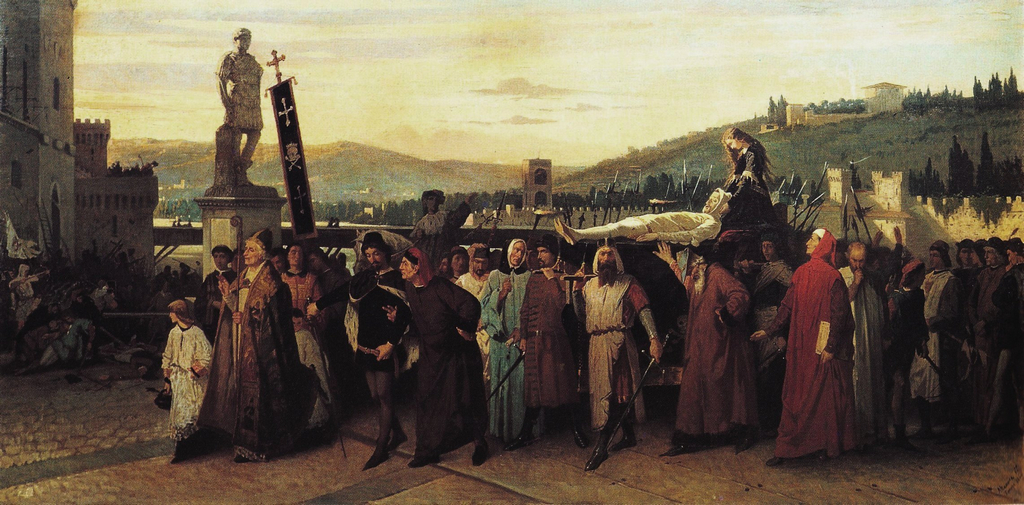
Înmormântarea lui Buondelmonte

- Îngerul care i se arată lui Godefroy de Bouillon mai strălucitor decât soarele (1847, ulei pe pânză, 94,5x121 cm, premiul I la concursul pentru Pensionato, Galleria dell'Accademia di Napoli)[15]
- Moartea unui cruciat (1848, Pinacoteca comunale di Foggia)
- Mario învingător al cimbrilor (1859, în două versiuni)
- Primul drapel italian adus la Florența în 1859 (1859, Museo del Risorgimento⁠(d), Torino)
- Munca (1860-1861, Provincia di Napoli).
- Înmormântarea lui Buondelmonte (1861, Galleria nazionale d'arte moderna e contemporanea⁠(d), Roma); împreună cu Nunta (colecția Cassa di risparmio di Puglia, din Bari) și Trădarea (probabil pierdută) formează o trilogie despre apariția rivalității dintre guelfi și ghibelini
- Madonna moartă și Madonna în slavă (1865, fresce în capela Palatului Regal din Napoli)
- O cruce pe Vomero (1869, Museo di Capodimonte, Napoli)
- Le roi s'amuse (1879, Museo di Capodimonte, Napoli), inspirat de Victor Hugo
- Excelsior (1880, Museo civico di Torino), inspirat dintr-un poem de Henry Wadsworth Longfellow
- Sfântul Iosif cu Pruncul și Fecioara (1882, Biserica Santa Maria ad Ogni Bene dei Sette Dolori, Napoli)
- Acte sorprende Nerone (1883)
- E dulce să mori pentru patrie (1883)
- Buna Vestire, Sfânta Inimă, Sfântul Anton, Sfântul Rochus, Adormirea Maicii Domnului, Sfântul Blasiu, Sfântul Ludovic, Sfântul Francisc și Sfânta Clara
- Sfânta Familie (1893, retablu pentru capela Institutului Surorilor Marcelline, Lecce).
- Pietà (1894, Capella Frassaniti din cimitirul din Squinzano, LE)
- Uri vechi, iubiri noi
- Unde se ascunde iubirea pentru artă
- Portretul nepoatei Sofia
- Nelson semnând capitularea

## Alte lucrări

### Desene pentruUsi e costumi di Napoli e contorni descritti e dipinti[16]

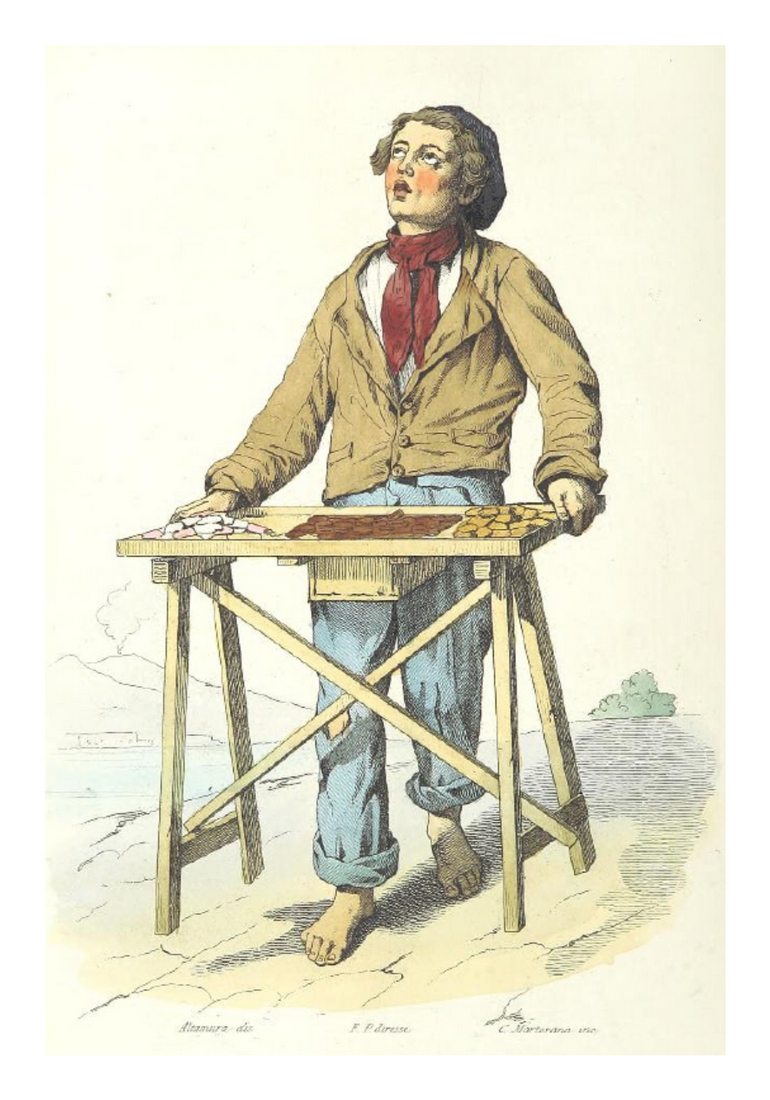
Franfelliccaro, 1853, desen de Altamura, F. P. diresse, C. Martorana inc., vol. 1, p. 070
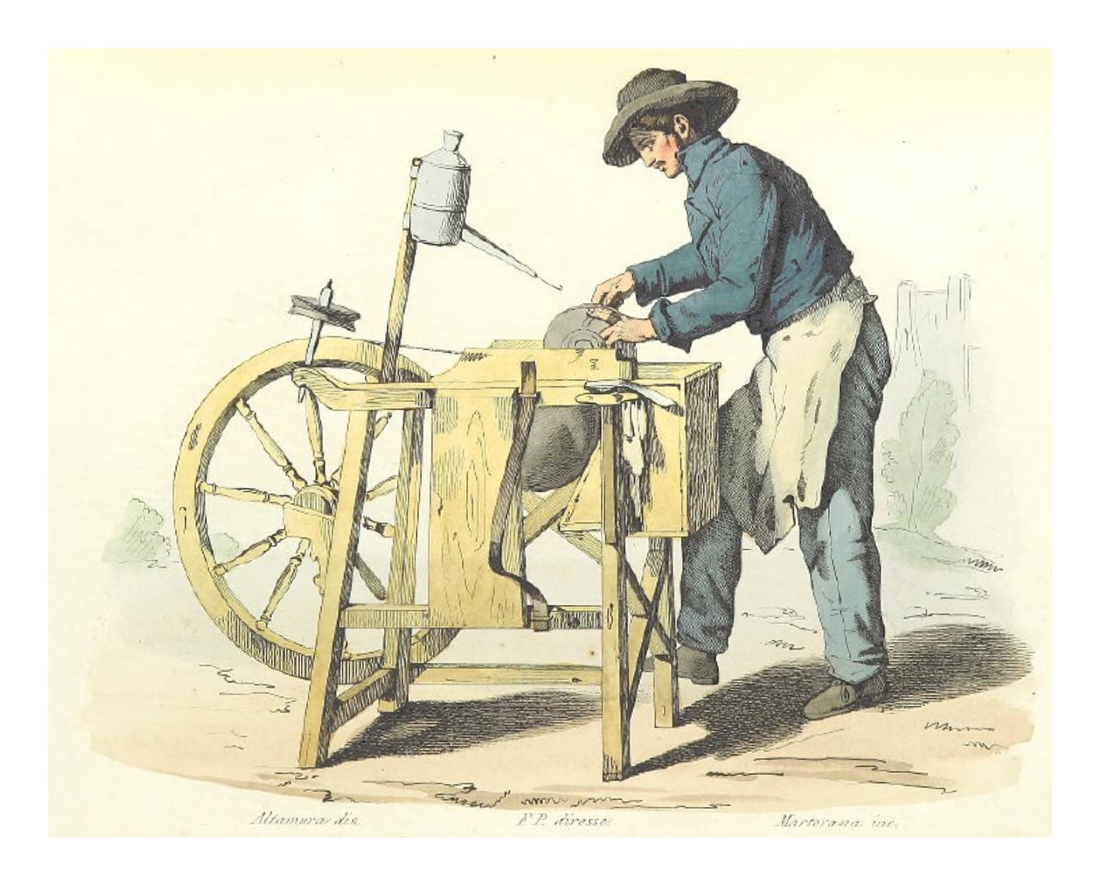
Arrotino, 1853, desen de Altamura, F. P. diresse, C. Martorana inc., vol. 1, p. 136